# Farrand F. Merrill
Farrand F. Merill (* 24. Oktober 1814 in Montpelier, Vermont; † 2. Mai 1859 ebenda) war ein US-amerikanischer Anwalt und Politiker, der von 1849 bis 1853 Secretary of State von Vermont war.

## Leben
Farrand Fassett Merrill wurde in Montpelier, Vermont als Sohn von Timothy Merrill und Clara Fassett geboren. Er studierte Jura und erhielt im November 1836 die Zulassung zum Anwalt.
Als Mitglied der United States Whig Party wurde Merrill in die Vermont General Assembly als Repräsentant für Montpelier gewählt, zudem zum District Attorney des Washington Countys. Er war von 1838 bis 1849 Clerk des Repräsentantenhauses von Vermont und von 1856 bis 1857 Abgeordneter im Repräsentantenhaus von Vermont. Im Jahr 1849 wurde er zum Secretary of State gewählt. Dieses Amt übte er von 1849 bis 1853 aus.
Merrill war mit Eliza Maria Wright verheiratet. Das Paar hatte drei Kinder. Farrand F. Merrill starb überraschend im Alter von 44 Jahren am 2. Mai 1859 in Montpelier, Vermont an einem Schlaganfall. Es ist nicht bekannt, wo sich sein Grab befindet.